# Daniel Craig

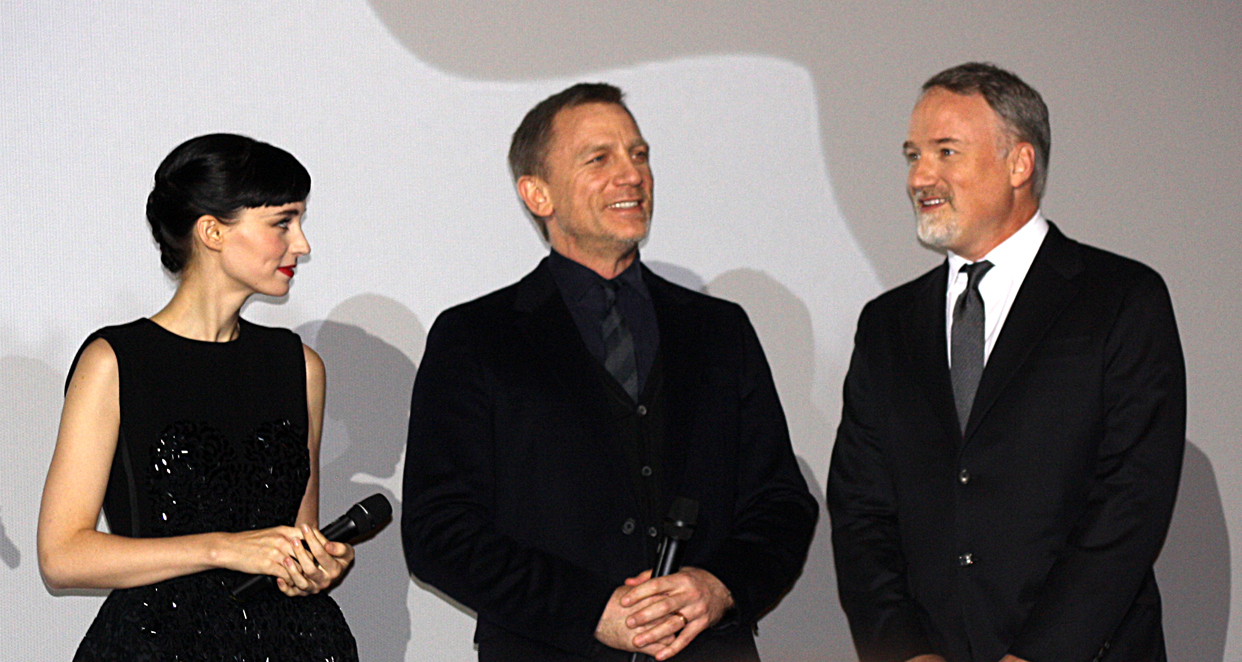
Rooney Mara, Daniel Craig a David Fincher na uvedení filmu Muži, kteří nenávidí ženy, 2012

Daniel Wroughton Craig (* 2. března 1968, Chester) je anglický herec. Mezinárodní pozornosti se mu dostalo rolí tajného agenta Jamese Bonda v pěti filmech z filmové franšízy, od Casino Royale (2006) až po Není čas zemřít (2021).
Po výcviku v National Youth Theatre v Londýně a absolvování Hudební a dramatické školy v Guildhallu v roce 1991 započal svou kariéru na jevišti. S herectvím začal v dramatu Síla muže (1992) a průlomovou roli zaznamenal v seriálu Our Friends in the North (1996). Následně se mu pozornosti dostalo díky vedlejším rolím ve filmech Královna Alžběta (1998), Lara Croft – Tomb Raider (2001), Cesta do zatracení (2002), Po krk v extázi (2004) a Mnichov (2005).
V roce 2006 ztvárnil Bonda ve filmu Casino Royale, který si od kritiků vysloužil pozitivní recenze a za roli obdržel nominaci na cenu BAFTA za nejlepšího herce v hlavní roli. Od té doby se objevil ve fantasy filmu Zlatý kompas (2007), dramatu Odpor (2008), sci-fi westernu Kovbojové a vetřelci (2011), mysteriózním thrilleru Muži, kteří nenávidí ženy (2011) a loupežném filmu Loganovi parťáci (2017). Za své ztvárnění detektiva Benoita Blanca v komediálních mysteriózních filmech Na nože (2019) a Na nože: Glass Onion (2022) obdržel dvě nominace na Zlatý glóbus.

## Osobní život
Narodil se v Chesteru, Anglii, jeho otcem je Timothy John Wroughton Craig, který sloužil jako lodní poddůstojník pro anglické obchodní loďstvo a zastával různá zaměstnání, když se zrovna neplavil; jeho matkou je Olivia Craig („Carol“ rozená Williams), učitelka umění. Vyrůstal ve Frodshamu, kde byl jeho otec hospodářem ve Willingtonu, poblíž Chesteru, a poté ve Wirral, poblíž Liverpoolu. Zde navštěvoval Hilbre High School.
Do Londýna se přestěhoval v šestnácti letech a začal navštěvovat National Youth Theatre. Studoval na Guildhall School of Music and Drama, kde promoval v roce 1991, a objevil se v několika menších rolích včetně episod Drop The Dead Donkey v roce 1993, přičemž jeho první významnější role byla v televizním seriálu BBC v roce 1996 s názvem Our Friends in the North. Poté pokračoval ve spolupráci s BBC účinkováním v biografickém snímku o malíři Francisu Baconovi s názvem Love is the Devil: Study for a Portrait of Francis Bacon, kde ztvárnil Baconova zhrzeného milence George Dyera.

## Filmová kariéra
Mezinárodnímu publiku se poprvé představil jakožto soupeř Angeliny Jolie ve filmu Lara Croft – Tomb Raider (2001), a ve své kariéře pokračoval v USA ve filmu Sama Mendese Road to Perdition (2002). Další hlavní role ztvárnil ve filmech Sword of Honour (2001), Matka (The Mother) (2003), Sylvia (2003), Po krk v extázi (Layer Cake) (2004), Nezničitelná láska (Enduring Love) (2004) a Mnichov (Munich) (2005).
V roce 2006 po roli Jamese Bonda v Casino Royale se zhostil role lorda Asriela v chystané filmové adaptaci knihy Zlatý kompas (His Dark Materials: The Golden Compass) od Philipa Pullmana. Na začátku roku 2007 vyslovil svůj zájem o účast na franšíze 3○Star Trek, čímž vyjádřil svou lásku k této sérii a přání zahrát si v seriálu nebo filmu.

### Role Jamese Bonda
V únoru 2005 jej média uváděla jako potenciálního Jamese Bonda. 23. října 2005 podepsal smlouvu na tři filmy, z nichž první, Casino Royale, měl premiéru 14. listopadu 2006. Stal se prvním představitelem Jamese Bonda, který se narodil po vydání první bondovky, Dr. No. 20. července 2006 bylo oznámeno, že následující film, pracovně nazývaný Bond 22, bude vydán 6. listopadu 2008 pod oficiálním názvem Quantum of Solace.
Při zahájení Her XXX. olympiády v Londýně chránil jako agent 007 královnu Alžbětu II. při cestě na stadion. Na podzim roku 2012 zamířila do kin bondovka Skyfall, která se stala nejúspěšnější bondovkou všech dob. Objevil se také v pokračování série Spectre, jehož premiéra proběhla v říjnu a listopadu 2015.

## Soukromý život
V letech 1992–1994 byl ženatý s britskou herečkou Fionou Loudonovou. Mají spolu dceru Ellu, která se narodila v roce 1992. V roce 2011 se podruhé oženil s anglickou herečkou Rachel Weiszovou. 
V roce 2018 se jim narodila dcera Grace.

## Výběr filmografie
| Rok  | Název                                                    | Role                     | Poznámky               |
| ---- | -------------------------------------------------------- | ------------------------ | ---------------------- |
| 1992 | The Power of One                                         | Sgt. Botha               |                        |
| 1993 | Sharpe's Eagle (TV seriál)                               | Lt. Berry                | televizní drama        |
| 1995 | A Kid in King Arthur's Court                             | Master Kane              |                        |
| 1996 | The Fortunes and Misfortunes of Moll Flanders            | James „Jemmy“ Seagrave   | televizní drama        |
| 1996 | Our Friends in the North                                 | George „Geordie“ Peacock | televizní drama        |
| 1997 | Obsession – Besessene Seelen                             | John McHale              |                        |
| 1998 | Love is the Devil: Study for a Portrait of Francis Bacon | George Dyer              |                        |
| 1998 | Love and Rage                                            | James Lynchehaun         |                        |
| 1998 | Královna Alžběta                                         | John Ballard             |                        |
| 1999 | The Trench                                               | Sgt. Telford Winter      |                        |
| 2000 | Some Voices                                              | Ray                      |                        |
| 2000 | I Dreamed of Africa                                      | Declan Fielding          |                        |
| 2001 | Lara Croft – Tomb Raider                                 | Alex West                |                        |
| 2001 | Sword of Honour                                          | Guy Crouchback           |                        |
| 2002 | Copenhagen                                               | Werner Heisenberg        | televizní drama        |
| 2002 | Ten Minutes Older: The Cello                             | Cecil                    |                        |
| 2002 | Road to Perdition                                        | Connor Rooney            |                        |
| 2003 | Sylvie                                                   | Ted Hughes               |                        |
| 2003 | The Mother                                               | Darren                   |                        |
| 2004 | Layer Cake                                               | XXXX                     |                        |
| 2004 | Nezničitelná láska                                       | Joe Rose                 |                        |
| 2005 | Mnichov                                                  | Steve                    |                        |
| 2005 | Archangel                                                | Fluke Kelso              | televizní drama        |
| 2005 | Člověk bez osudu                                         | americký vojá            | cameo                  |
| 2005 | Svěrací kazajka                                          | Rudy Mackenzie           |                        |
| 2006 | Renesance                                                | Barthélémy Karas         | animovaný film         |
| 2006 | Pochybná sláva                                           | Perry Smith              |                        |
| 2006 | Casino Royale                                            | James Bond               |                        |
| 2007 | His Dark Materials: The Golden Compass                   | Lord Asriel              |                        |
| 2007 | Invaze                                                   | Ben                      |                        |
| 2008 | Temné vzpomínky                                          | Joe Scot                 | také výkonný poducent  |
| 2008 | Quantum of Solace                                        | James Bond               |                        |
| 2008 | 007: Quantum of Solace                                   | James Bond               | videohra               |
| 2008 | Odpor                                                    | Tuvia Bielski            |                        |
| 2010 | James Bond 007: Blood Stone                              | James Bond               | videohra               |
| 2010 | Goldeneye 007                                            | James Bond               | videohra               |
| 2011 | Kovbojové a vetřelci                                     | Jake Lonergane           |                        |
| 2011 | Dům snů                                                  | Will Atenton/Peter Ward  |                        |
| 2011 | Tintinova dobrodružství                                  | Rudý Rackham             |                        |
| 2011 | Muži, kteří nenávidí ženy                                | Mikael Blomkvist         |                        |
| 2012 | Skyfall                                                  | James Bond               |                        |
| 2012 | 007 Legends                                              | James Bond               | videohra, pouze podoba |
| 2015 | Spectre                                                  | James Bond               |                        |
| 2015 | Star Wars: Síla se probouzí                              | Stormtrooper             |                        |
| 2017 | Loganovi parťáci                                         | Joe Bang                 |                        |
| 2017 | Králové                                                  | Obie Hardison            |                        |
| 2019 | Na nože                                                  | detektiv Benoit Blanc    |                        |
| 2021 | Není čas zemřít                                          | James Bond               |                        |
| 2022 | Na nože: Glass Onion                                     | detektiv Benoit Blanc    | Originál Netflix       |
| 2024 | Queer                                                    | William Lee              |                        |